# 209
El año 209 (CCIX) fue un año común comenzado en domingo del calendario juliano, en vigor en aquella fecha.
En el Imperio romano el año fue nombrado como el del consulado de Cómodo y Loliano o, menos comúnmente, como el 962 Ab urbe condita, siendo su denominación como 209 posterior, de la Edad Media, al establecerse el Anno Domini.

## Acontecimientos
- El emperador romano Septimio Severo ordena la reparación y ampliación de la muralla de Adriano.